# Lanzia luteovirescens
Lanzia luteovirescens (Roberge ex Desm.) Dumont & Korf – gatunek grzybów z rodziny baziówkowatych (Rutstroemiaceae).

## Systematyka i nazewnictwo
Pozycja w klasyfikacji według Index Fungorum:
Lanzia, Rutstroemiaceae, Helotiales, Leotiomycetidae, Leotiomycetes, Pezizomycotina, Ascomycota, Fungi.
Po raz pierwszy opisali go w 1847 r. Michel Robert Roberge i Jean Baptiste Henri Joseph Desmazières, nadając mu nazwę Peziza luteovirescens. Obecną nazwę nadali mu Kent P. Dumont i Richard Paul Korf w 1978 r. Ma 11 synonimów. Niektóre z nich:
- Hymenoscyphus luteovirescens (Roberge ex Desm.) W. Phillips 1887
- Rutstroemia luteovirescens (Roberge ex Desm.) W.L. White 1941[2].

## Morfologia
Owocnik złożony z zielonkawo-żółto-brązowej miseczki na dość długom trzonku. Worki 120-150 × 10–12 μm, amyloidalne. Wstawki cylindryczne, o wierzchołkach rozszerzonych do 4 μm. Zarodniki elipsoidalne, jednokomórkowe, 15-18 × 6,5–8 μm, wypełnione gutulami.

## Występowanie i siedlisko
Znane są stanowiska głównie w Europie, poza nią podano występowanie tylko w dwóch miejscach w Ameryce Północnej. W Polsce M.A. Chmiel w 2006 r. przytoczyła 11 stanowisk, w późniejszych latach podano następne.
Grzyb saprotroficzny występujący na ogonkach opadłych liści klonu.